# Vodnjan
Vodnjan (olaszul: Dignano) város és község Horvátországban, Isztria megyében. Közigazgatásilag Gajana (Gaiano), Galižana (Gallesano) és Peroj (Peroi) települések tartoznak hozzá.

## Fekvése
Az Isztriai-félsziget nyugati részén, Pólától 10 km-re északra, a tengerparttól 6 km-re, a 21-es számú (Póla–Trieszt) főút mellett fekszik. Közelében halad el az A9-es autóút.

## Története
Más isztriai városoktól eltérően Vodnjan esetében nem bizonyított, hogy már a rómaiak előtt is erődített település állt volna a helyén. Közelében azonban több bronzkori várhely is található a Kaštelir, a Monte Mulino, a Kašteljer, a Mandriol és a Sv. Jakov nevű magaslatokon. A település határában néha az itt egykor élők sírjaira is rábukkannak. Így történt ez 2003-ban, amikor a Barbariga nevű turistatelep közelében addig ismeretlen bronzkori sírokra bukkantak. Perojtól északkeletre a Magornjak-Casali nevű területen már 1954-ben találtak bronzkori halomsírokat.
A római korban a félsziget legfontosabb települése Póla volt és a hozzá közel eső Vodnjan, amely akkor az „Attinianum”, vagy „Altinianum” nevet viselte annak a mezőgazdasági területnek a központja volt, melyet ma Vodnjanštinának neveznek. Attinianum a nevét valószínűleg egy bizonyos Attiniusról kapta, akinek itt lehetett a birtoka. Ez a terület elsősorban olajbogyó termesztéséről volt nevezetes. Itt is fellelhetők a római városépítés, a centuriáció, a precízen kimért, szabályos, párhuzamos utcák nyomai. Római villagazdaságok maradványait találták Barbariga és a Peroj közelében fekvő Veliki Šaraj területén, melyek szintén az itteni fejlett olívaolaj és bortermelésről tanúskodnak.
A rómaiak után a keleti gótok, a hunok és a bizánciak uralma következett. A Bizánci Birodalom alatt a település újra virágzott, ennek a 751-ben bekövetkezett longobárd támadás vetett véget. 788-ban Nagy Károly frank király meghódította a longobárdok királyságát és Vodnjan a Frank Birodalom része lett. A kora középkorban a település a Pólai egyházmegye birtoka volt. Első írásos említése egy pólai egyházi oklevélben 1150-ben tűnik fel „Vicus Atinianus” alakban, majd 1194-ben egy a pólai püspökség és Poreč városa közötti vitát lezáró okiratban is megemlítik „Paponis de Adignano” néven. 1209-ben a pólai püspök az aquileiai pátriárkának ajándékozta. A 13. század közepén a pólai Castropola család birtoka lett. 1330-ban Vodnjan is részt vett a Castropola család és a pazini grófok közötti összecsapásokban, melynek során megtámadták Barban városát. A részvétellel Vodnjan megkísérelte, hogy kikerüljön a pátriárka fennhatósága alól, de a háború végül a Castropola család vereségével végződött, akiknek azután el kellett hagyniuk Pólát és Isztriát. 1331-ben a vodnjaniak elhatározták, hogy a Velencei Köztársaság védelme alá helyezik magukat. A Pólától való elszakadás nem ment gyorsan a pólai nemesség ellenállása miatt, csak 1388-ban vált véglegessé Giovanni Delfin podeszta kinevezésével. 1347-ben Pólában malária pusztított és Vodnjan azonnal megszakított minden kapcsolatot a várossal. Egy évvel később a pátriárka és Velence háborúba keveredett Koperrel kapcsolatban. Vicardo és Fiorni de Castropola unokatestvéreikkel, a Fulcheriokkal a pátriárkához csatlakoztak, megtámadták Pólát és Vodnjant. A háború során Velence birtokba vette itteni javaikat és tíz évre kitiltotta őket a köztársaság területéről. Vodnjan 1355-ben és 1379-ben is részt vett a Velence és Genova közötti háborúban. 1381-ben a település visszatért a velencei fennhatóság alá és 1388-ban a velencei szenátus kinevezte első podesztáját. Az esemény lehetővé tette, hogy Vodnjan fokozza önállóságát, és 1393-ban fontos egyezséget kötött Pólával, amelyben kijelölték a két város közötti határokat. Egy évvel előbb Vodnjanban felépítették a fontikot, a város magtárát, amely a velencei városok jellegzetes épülete volt az Isztrián. 1411-ben vodnjan részt vett a pátriárka és Velence közötti háborúban. A pátriárka Zsigmond magyar királlyal és a vegliai grófokkal kötött szövetséget. A város falai súlyosan megsérültek a magyar és horvát seregek ostromában és a település vezetői úgy határoztak, hogy nem építik őket újjá. Ezzel is elősegítve, hogy a várost a háborúk elkerüljék és teljesen a termelés és a kereskedelem mellett kötelezze el magát. 1492-ben az Újvilág felfedezésének évében a vodnjaniak elhatározták, hogy megírják a város statútumát, azt a törvénykönyvet, amely írott formába önti a város törvényeit és szokásjogait, megkönnyíti a mindennapi élet dolgait, és megalapozza Dignano társadalmi és gazdasági fellendülését. A 16. században a városnak 1500 lakosa volt és amíg Isztria tengerparti városai szenvedtek a járványoktól Vodnjant a járvány elkerülte. Szintén elkerülték a várost a harcok a velenceiek és az osztrákok között 1508-ban kitört háborúban. A 16. századra Vodnjan elérte fejlődése csúcsát kiérdemelve az Isztria „legfejlettebb és legnépesebb városa” címet. Roger Malipiero kormányzó mondta ezeket a szavakat 1583-ban a velencei szenátus előtt, miután székvárosa Póla elpusztult és székhelyét kénytelen volt Vodnjanba áthelyezni ahol „erősek a falak és tiszta a levegő”.
A 17. század elején a velencei – uszkók háborúban a velencei sereg itt verte meg az uszkókokat. 1630-ban Isztria ismét járványtól szenvedett, de Vodnjan újra megmenekült. A város megmenekülésének emlékére a vodnjaniak minden évben hálaadó körmenetet tartottak a Madonna della Traversa templomnál. A 16. és a 17. században a város környékére sok szláv ajkú menekült érkezett a török által veszélyeztetett területekről. 1797-ben Vodnjan előbb osztrák, majd 1805-től 1813-ig francia uralom alá került. 1813-tól osztrák uralom maradt és 1825 és 1860 között az Isztriai Tartomány része volt, amely az 1861. február 26-án kibocsátott császári pátenssel önálló őrgrófsági státuszt kapott saját országgyűléssel. 1857-ben 3824, 1910-ben 5916 lakosa volt. Az első világháború következményei nagy politikai változásokta hoztak Isztrián. 1920-tól 1943-ig Isztriával együtt olasz uralom alá tartozott. Az olasz kapitulációt (1943. szeptember 8.) követően Isztria német megszállás alá került, amely 1945-ig tartott. A település végül csak 1945. május elején szabadult fel. A háborút hosszas diplomáciai harc követte Jugoszlávia és Olaszország között Isztria birtoklásáért. Az 1947-es párizsi békekonferencia Jugoszláviának ítélte, aminek következtében az olasz anyanyelvű lakosság Olaszországba menekült. 1991-óta a független Horvátországhoz tartozik. 2011-ben a városnak 3645, a községnek összesen 6144 lakosa volt. A gazdaság alapját régen a mezőgazdaság (olajbogyó, szőlő, zöldség, dohány és gabona) és az állattartás képezte. Lakosai közül sokan dolgoztak pólai ipari üzemekben. Ma a vodnjaniak egy része az iparban és vállalkozásokban, ezen kívül főként a mezőgazdasági feldolgozóiparban dolgozik. A lakosság másik része a környező településeken, főként a közeli Pólán a turizmussal, vendéglátással foglalkozik.

## Lakosság

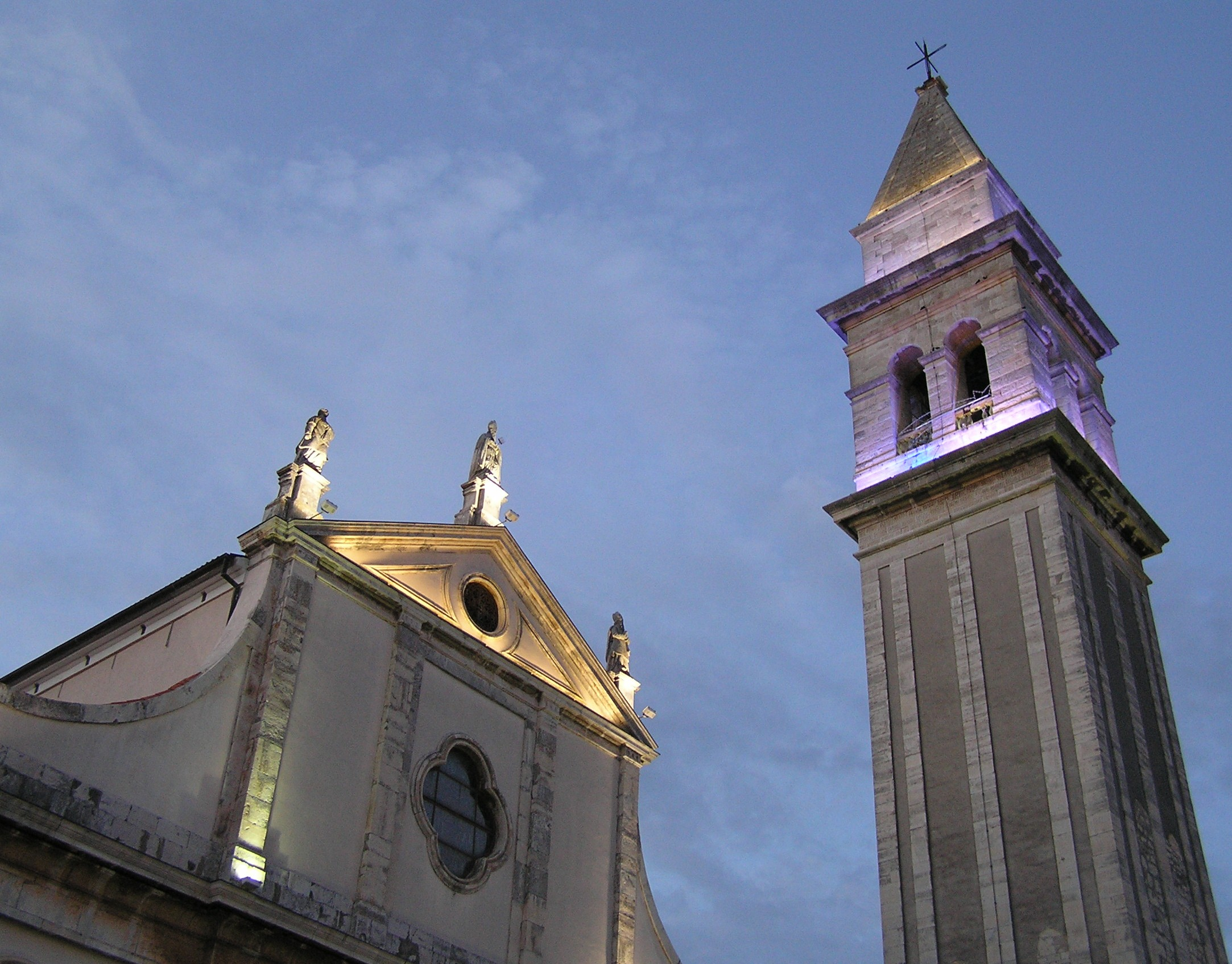
A Szent Balázs-plébániatemplom és a harangtorony

| Lakosság változása | Lakosság változása | Lakosság változása | Lakosság változása | Lakosság változása | Lakosság változása | Lakosság változása | Lakosság változása | Lakosság változása | Lakosság változása | Lakosság változása | Lakosság változása | Lakosság változása | Lakosság változása | Lakosság változása | Lakosság változása |
| ------------------ | ------------------ | ------------------ | ------------------ | ------------------ | ------------------ | ------------------ | ------------------ | ------------------ | ------------------ | ------------------ | ------------------ | ------------------ | ------------------ | ------------------ | ------------------ |
| 1857               | 1869               | 1880               | 1890               | 1900               | 1910               | 1921               | 1931               | 1948               | 1953               | 1961               | 1971               | 1981               | 1991               | 2001               | 2011               |
| 3824               | 4731               | 5315               | 5152               | 5540               | 5916               | 5642               | 5424               | 3482               | 2576               | 3623               | 3636               | 3566               | 3678               | 3406               | 3645               |

## Nevezetességei
- Szent Balázs püspök tiszteletére szentelt plébániatemploma Isztria legnagyobb szakrális épülete. A templomot 1761 és 1830 között emelték a régi templom helyén. Különálló harangtornya 63 méter magas, 1815 és 1883 között építették. A mai templom helyén valószínűleg már a 11. században háromhajós kora román bazilika épült. Ez az épület a 18. század közepére olyan állapotba került, hogy az 1757-es egyházlátogatás után Balbi pólai püspök megtiltotta a használatát. Három évi vita és előkészítés után végül a velencei Andrea Palladio által tervezett velencei San Pietro di Castello bazilika mintájára felépítendő új templom mellett döntöttek. Alapkövét 1761. február 15-én rakták le. A templom észak–déli tájolású, latin kereszt alaprajzú lett. Hosszúsága 56 méter, szélessége 35 méter, a kupola magassága 25 méter. Az építés menetét Domenico Dongetti építészmérnök felügyelte, aki 1777-ben Piranból Vodnjanba költözött. A belső teret falazott oszlopok és íves árkádok osztják három hajóra. A kereszthajó, a kórus és a szentély oszlopfői korintoszi, a hajók oszlopfői toszkán stílusúak. A kilenc veronai, carrarai és francia márványból faragott oltár a 19. és a 20. században készült, a tizedik a zsinati, szembemiséző oltár. A templomot díszítő 13 festmény a 16. és a 18. század között készült. A legrégibb szakrális tárgy a szentolaj tartója 1451-ben készült. A templomot Szent Balázs ünnepén 1830. február 3-án vehették birtokba a hívek, felszentelése 1831-ben történt. Az apszistól balra volt a régi sekrestye, amelyre 1818-ban emeletet húztak Gaetano Gresler akadémiai festő műterme számára, aki Velencéből költözött ide. A sekrestyében őrizték a város statutumát is. Alatta sírbolt található ahol a plébánosokat és a Legszentebb Oltáriszentség testvériségének tagjait temetik el. A templom homlokzatán öt természetes nagyságú szobor látható: középen Szent Balázs, tőle jobbra Szent Lőrinc és Szent Péter, balra pedig Szent Kvirin és Szent Pál található. A szobrokat Andrea és Giovanni Trevisan faragták. A templom keleti oldalán raktár volt, melyet 1972-ben pasztorális célra alakítottak át. Oltárképei közül említésre méltó a Szent József oltár a Szent családot, valamint három kapucinus szentet ábrázoló képe a 17. századból. A főoltár carracai márványból készült az ismert itáliai építész F. Forlani tervei szerint 1935-ben. A rajta álló két angyalszobor Francesco Terili itáliai mester munkája 1616-ból. Ugyanebből az időből származik az oltárt díszítő két barokk váza is. Értékes még a fekete márványól készített Szent Joachim és Szent Anna oltár azonos témájú képe Venerio Trevisan munkája a 17. századból, mely a korábbi lebontott templomból került át ide. A szószéket Giovanni dalla Zonca készítte 1845-ben. A templom legértékesebb képe kétségkívül Paolo Veneziano 1321-ben festett Boldog Leon Bembot ábrázoló munkája, ma az egyházi gyűjtemény kiállításán látható. A szentély bal oldalán őrzik Giovanni Contarini 1598-ban festett „Utolsó vacsora” című képét. A szentély jobb oldalán Venerio Trevisan „Krisztus átadja a hatalmat Péternek” című 1845-ben festett alkotása látható. A szentély hátsó részén található Vodnjan védőszentjeit Szent Balázst, Lőrincet és Kvirint felettük az Istenanya ábrázolásával szintén a régi templomból származik. A főoltár mögött Gaetano Grezler 1818-ban festett Szűz Mária képe látható. A jobb oldalon ismeretlen mester „Szent Ferenc találkozása Szent Péterrel és Pállal” a régi kapucinus templomból való. A bal oldali hajóban a bejárat feletti régi sekrestyében (ma itt van egyházi szakrális gyűjtemény) őrzik az „Emmauszi vacsora” 17. századi ábrázolását. A szószékkel szemben található a „szeplőtelen fogantatás” ábrázolása, valamint a még a templomban látható Menekülés Egyiptomba 17. századi velencei alkotás. A templomban őrzött ereklyék: Szent Leon Bembo, Olini Szent János, Szent Nikoloze Bursa bencés apát teljes testereklyéi és emellett néhány kisebb ereklyét is őriznek.[5] A szarkofágban fekvő múmiák nincsenek balzsamozva, ennek ellenére meglepően jó állapotban maradtak fenn. A szakrális egyházi tárgyak gyűjteményét 1984-ben alapította Vesna Girardi Jurkić a pólai Isztria régészeti múzeum akkori igazgatója. Az egykori sekrestyében 179 értékes relikviát, olajképet, régészeti és liturgiai tárgyat helyeztek el. A gyűjtemény 1990-ben az emeleten nyitott részében 534 tárgyat állítottak ki. Itt főként könyvek, kéziratok, olajfestmények, festett faszobrok láthatók. A gyűjtemény az 5. századtól a 19. századig terjedő időszakot öleli fel.
- A Kármelhegyi Boldogasszony tiszteletére szentelt temploma 1620-ban épült állítólag a sokkal régebbi Szent Sebestyén templom helyén. A templom latin kereszt alaprajzú. Kivételes akusztikájáról híres ezért zene- és kórusművek, szónoklatok, előadások tartására kiválóan alkalmas. Értékes az 1651-ben készített retablója Szent Antal és Szent Sebestyén ábrázolásával, valamint a 14. vagy a 15. században készített Mária Mennybevétele jelenettel. Kis harangtornyát 1664-ben építették.[6]

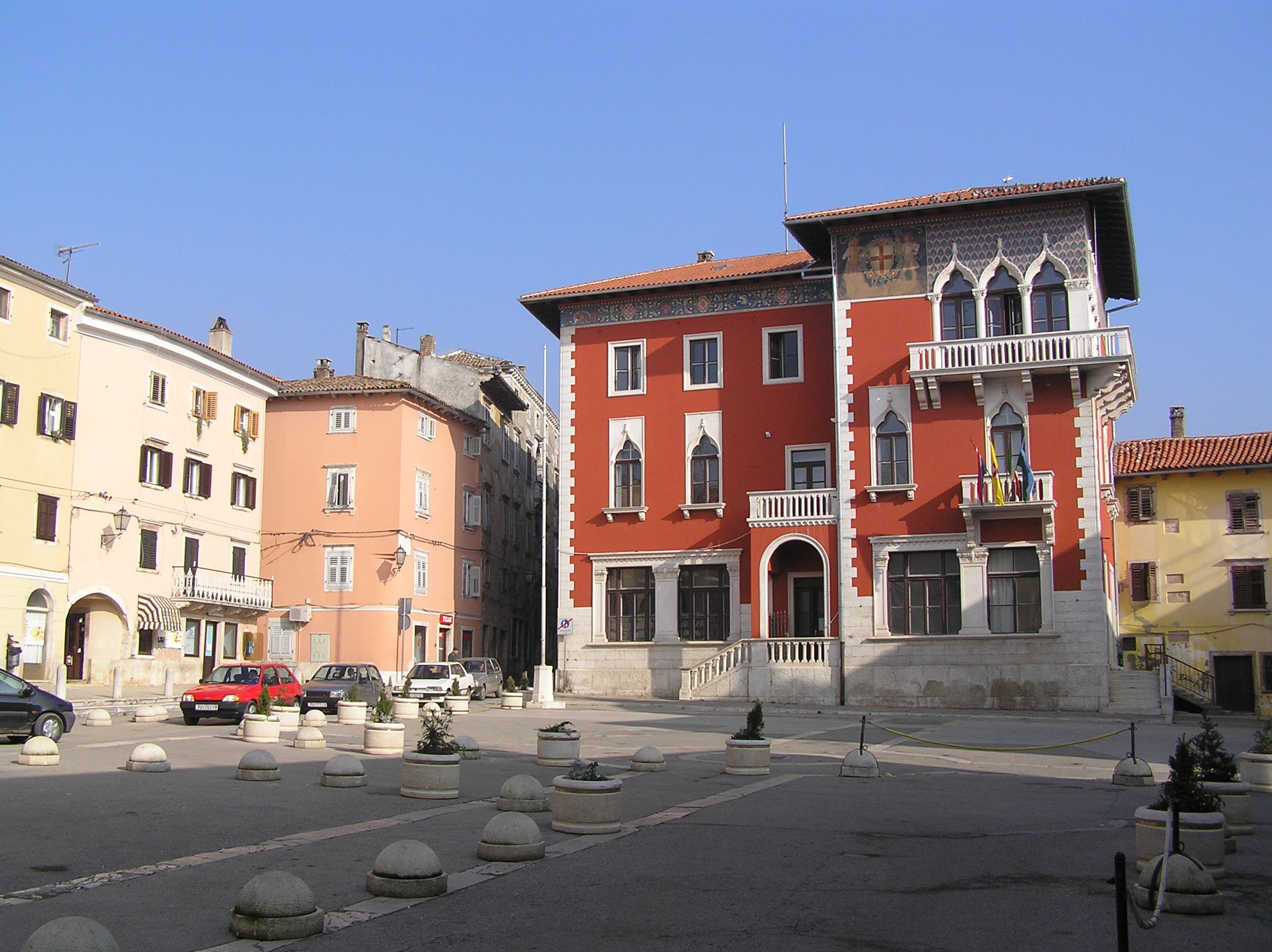
A Városháza épülete

- A várostól keletre álló Traverse Szűz Mária templom helyén is egy korábbi templom, a 12. században épített Madonna delle Fontane templom állt. A régi templom titulusa szokatlan egy olyan dombtetőn, ahol forrás nem fakadhat. Valószínűleg az itt állt ferences remetelakok tetejéről összegyűjtött víz lehetett az elnevezés alapja. Ezt erősíti, hogy a mai templom renoválása során a sekrestye és az oldalkapu között föld alatti boltozott ciszternára bukkantak. A hagyomány szerint ezen a helyen egy 1229-ben alapított kisebb kolostor is állt. Egy másik legenda szerint egy rövid ideig itt állt a Szűzanya háza, melyet 1294-ben az angyalok Trsatról Lorettóba vittek.[7] A mai templomot 1615-ben építették és ferences konventeket tartottak benne. Öt barokk oltára van. A főoltáron a Szűzanya 15. századi csodatevő szobrának másolata áll. Az eredeti szobor, mely a Madonnát ábrázolja gyermekével ma biztonsági okokból a plébániatemplomban az egyházi gyűjteményben látható. Balra a Keresztelés fából faragott domborműve, jobbra a Feltámadás két oldalt Páduai Szent Antal és Assisi Szent Ferenc látható. A rossz állapotú festményeket 2011-ben restaurálták. A szentélyben a „Világ teremtése” volt látható, ezt a templom megújításakor restaurálásra szállították el. A templomban ferences szerzetesek sírjai, az udvar délkeleti részén nyolc francia katona sírja található. A templomban minden húsvéthétfőn zarándoklatot tartanak hálából a város járványoktól való megmenekülésének emlékére. 1989-ben a templomban restaurátorműhelyt alakítottak ki az isztriai szakrális műtárgyak felújítására.
- Az óváros legrégebbi részén áll a Szent Jakab templom, amely a korabeli források szerint a 11. és a 13. század között épült, bár pontos építési ideje ismeretlen. Néhány forrás még „Delle Trisiere” néven említi, ez alapján eredetileg a Szentháromság tiszteletére lehetett felszentelve. Mai formájában egyszerű, egyhajós épület, a falsíkból kiemelkedő apszis és homlokzati díszítés nélkül. A templomnak szokatlan módon két oltára van, melyek egymás mellett helyezkednek el a szentélyben. A bal oldalin a Szűzanya, Szent Miklós és Szent Balázs, a jobb oldalin a Szentháromság ábrázolása látható, mely a plébánia házi festőjének Venerio Trevisannak az alkotása. A templom különleges helytörténeti jelentőséggel bír, hiszen Vodnjan bölcsei itt fogalmazták meg a város 1492-es, Velence által jóváhagyott statútumát és amely ezt követően 390 évig volt érvényben. 1815-ben alkottak új törvénykönyvet helyette. Itt kötötték meg 1393-ban Pólával a békét, amely véget vetett a város elszakadásáért vívott harcoknak.[8]
- A város déli részén a focipályára néző parkoló feletti park végében áll az 1530-ban épített kis Szent Rókus templom. Az eredeti templomot sajnos elpusztították, egy ideig szegény családok laktak benne. A pusztító járványoktól való megmenekülés védőszentjének szentelték fel, akinek a szobra az oltárán áll.[9]
- Az autóbusz-állomás mellett az Istarska utca elején található az 1468-ban épített Szent Kereszt templom. Egykor a flagelláns testvérek központja volt. Ez a templom volt a pólai püspök tartózkodási helye amikor a városba érkezett. Járványok idején a püspök hosszabb ideig is időzött a városban, amíg székvárosában a veszély el nem múlt.[10]
- Az alapiskola és a városi parkoló felé elágazó utcában található a város valószínűleg legrégibb temploma a Szent Katalin templom.[11] Négyszög alaprajzú épület félköríves apszissal, kora román stílusjegyekkel. A korabeli források alapján a 12. vagy a 13. században épült. Északi falán Szent Apollónia és Szent Katalin életéből vett jelenetet ábrázoló freskókat tártak fel. Ezt követően az újabb kutatások során további falfestmények kerültek elő a vakolat alól. Az apszisban középen Krisztus alakja tárult fel két férfi és két női szenttel. A déli falon szenteket ábrázoló jelenet, míg a nyugati falon az utolsó ítélet ábrázolása került elő. A festményekkel együtt különböző bevésett rajzok és írások kerültek napvilágra.[12]
- A Szent Márton templom építését a korabeli források alapján a 14. századra teszik. Nagyméretű oltárképét melyen a vodnajniak az Istenanya oltalmába ajánlják városukat ma az egyházi szakrális gyűjteményben őrzik. A templom 2012-ben új tetőt kapott. A templom közvetlen közelében egy még soha nem kutatott azonos titulusú, román stílusú templom állt, melynek építését a 13. vagy a 14. századra teszik, de van aki a 11. század végére teszi az építés idejét. Egyhajós épület volt, félköríves apszissal, amely a tetőzet szintjéig megmaradt. A templom egy még korábbi szakrális épület helyén, vagy közelében épült, melynek kőtöredékeit beépítették a homlokzat falába. Tetőzete valószínűleg egy támadás következtében még a 15. század előtt beomlott. A templom tágabb környezetében ókori gazdasági épületek nyomaira bukkantak.[13]
- Betiga egy kis lakott hely Barbariga közelében, mely nevét a Bettica nevű spanyol eredetű családról kapta. A Bettica család 1520-tól tűnik fel Vodnjanon ahol birtokuk volt. Betigán három római villa maradványai is találhatók. Emellett egy nagyon régi temető és egy régi templom maradványai is megtalálhatók itt. A Szent Ágnes templom az 5. században a keleti gót – bizánci időszakban épült. Feltárása 2005-ben történt. A régészeti lelőhely a település vége előtt a mai Danijela étterem előtt található. Egy 9 méret széles és 11,5 méter hosszú épület maradványai látszanak a keleti oldalon négy erős támpillérrel. A nyugati oldalon néhány nagyméretű kőtömbökből épített lépcső, az északi oldalon vékonyabb körítőfal látható. A déli fal a II. világháború során bunkerépítés miatt pusztult el. A régészeti feltárás alapján az épület 2. századi kisméretű sírboltból átépített ókeresztény mauzóleum, majd későbbi temetőkápolna maradványainak tartják. Az építmény körül több falazott sírt is találtak.[14]

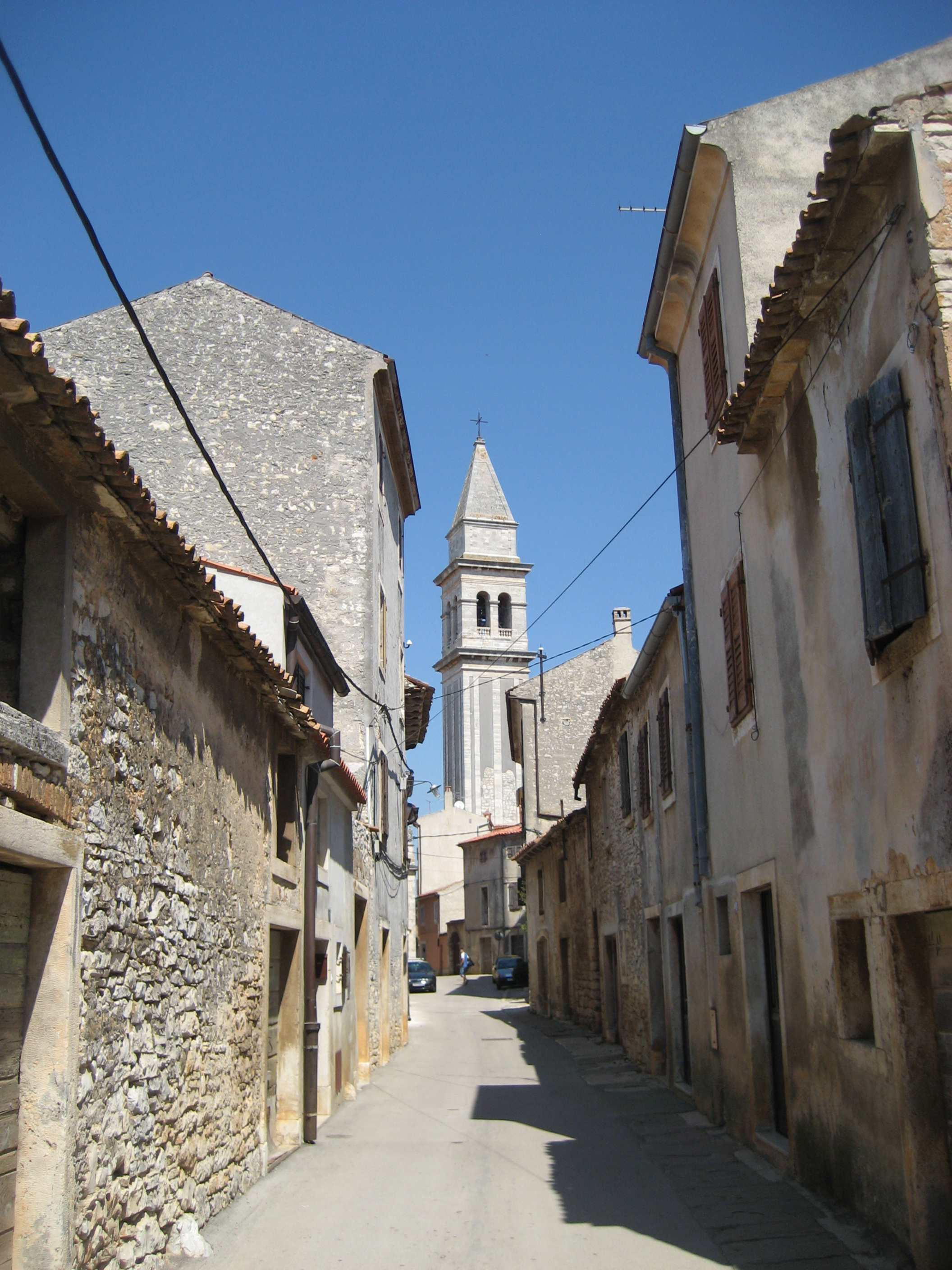
Szűk vodnjani utca háttérben a harangtoronnyal

- Barbariga település arról a velencei Barbarigo családról kapta a nevét, amely két dózsét, bíborosokat és számos kormányzót adott a Velencei Köztársaságnak. Itt az ókori romok között található a korabeli Isztria legfontosabb olajprés üzemének maradványa[15] a 4. századból. Két nagy római villagazdaság (villa rustica) is volt itt, melyek padlóját színes mozaik díszítette. A középkorban Barbarigát Cissának nevezték arról az ókori városról, mely a legenda szerint a 8. században tűnt el a tengerben. Barbariga magyar vonatkozású érdekessége, hogy a Seuso-kincsekért zajlott per során a horvát igényt arra alapozták, hogy a kincseket itt találták. A brit Independent lap is megjelentetett akkoriban egy angol hírszerzési jelentést, amely szerint a JNA egyik egysége egy IV. és V. századból való ezüstkollekcióra bukkant egy barlangban, ahol a lőszereiket akarták raktározni.[16]
- A Szent András kolostor épületegyüttesének maradványai kissé délre a település határában találhatók. A feltárás 1975-ben és 1976-ban történt, mely során sok mozaikpadló, freskómaradványt és temetőt is találtak. A romok a sok károkozás miatt drótkerítéssel vannak bekerítve. Az épületegyüttes középpontja egy színes padlómozaikkal díszített háromkaréjos kápolna (cella trichora), melyet a 4. és 5. század fordulóján építettek. A kápolna egy korábbi római épület maradványaira épült. Nem sokkal később a kápolnát egy új háromahjós bazilika szerkezetébe illesztették, amelynek főhajóját szintén padlómozaikkal díszítették. Az épület északi oldalához átrium, oszlopcsarnokkal körülvett ciszterna, valamint lakó- és gazdasági épületek csatlakoztak. A kora középkorban a déli oldalhoz keresztelőkápolnát és új temetőkápolnát építettek. Fennmaradtak a kora román szobrok, a négyszögleletes cibórium részei és az oltárt elválasztó korlát feliratos architrávja a 9. századból. Az épületegyüttes a 7. vagy a 9. században a bencéseké lett, akik teljesen megújították. A 9. és a 13. század között a bencések a bazilikától nyugatra egy teljesen új részt alakítottak ki átriumos kolostorral, ciszternával és lakóépületekkel. A kolostor és temploma a 13. században egy pestisjárvány következtében pusztult el.[14]
- Mednjan egy középkori ovális alaprajzú kisváros volt, mely 1226-ban semmisült meg. Ennek északi részén még mindig láthatók a Szent Balázs templom maradványai. Miután a Vodnjanština települései egyesültek a mai Vodnjanban a megmaradt hívek is ide vitték át tiszteletét a templomot pedig elhagyták.
- Mednjantól mintegy kétszáz méterre keletre közvetlenül az aszfaltos út mellett találhatók a Póla védőszentjének Szent Germánusznak tiszteletére szentelt 6. századi háromhajós bazilika maradványai. Négyszögletes alaprajzú háromhajós templom volt három, a bizánci korra jellemző belül félköríves, kívülről sokszögletes apszissal. A templom hosszúsága 21,5 méter, szélessége 12,5 méter volt. Mára csak az északi fal maradt fenn mintegy két méter magasságban az északi apszis egy részével. A többi részt kőhalmok borítják. A maradványok felfedezése 2008-ban történt, amikor a terület tulajdonosa elhatározta, hogy megtisztítja a sűrű növényzettől.[14] Időközben a maradványokat a növényzet újra benőtte, így körvonalai jelenleg felismerhetetlenek.
- A vodnjani mezőn a Szent Foska templomtól 2 km-re keletre 1907-ben egy háromhajós, három, félköríves apszissal és narthex-szel épített bazilika maradványait tárták fel. Hosszúsága 23,75 méter, szélessége 13,5 méter. Feltárója Domenico Rismodo neves néprajzos és kultúrtörténész volt. A hely neve Sveti Mihovil Banjolski, közelében feltételezhetően ókori fürdők voltak és később egy nagyméretű kolostor épületegyüttese állhatott itt. A „Banjole” jelzőt a fürdőkről kapta (a latin balneolium fürdőt jelent). A középkori épületegyütteshez egy mára már megszűnt falu is csatlakozott, de fennmaradt az 1456-ban épített Mihály arkangyal kápolna, melynek falába a régi bazilika köveit is beépítették. A bazilika feltárása során latin nyelvű feliratok, domborművek töredékei és színes vakolatdarabok is előkerültek, amelyek azt bizonyítják, hogy falait színes freskók díszítették.[14]
- Vodnjantól 4 km-re, a főúttól mintegy 350 méterre keletre egy 12. századi román stílusú harangtorony áll, melyet a helyiek Sveti Ivan Turinának neveznek. 1922-ig a toronyhoz templom és valószínűleg kolostor is csatlakozott. Az egyhajós templom 6,4 méter hosszú és 6 méter széles volt kívül sokszögű, belül félköríves apszissal. A francia megszállás után a templom magánkézbe került, majd 1927-ben lebontották, harangtornya azonban szerencsésen megmenekült. A harangtoronytól délkeletre földalatti ciszterna található, melynek kőből faragott kávája ma a plébániatemplom mellett látható. A 12. században remeték éltek itt, akik a betigai bencés kolostorból váltak ki. Az épületegyüttes Szent János apostol tiszteletére volt szentelve.[14]
- A várostól kissé délre található a teljes egészében fennmaradt kora román Szent Margit templom.[17] A templomot olajfaliget és kövekből rakott kerítés övezi. A templom valószínűleg a 11. században épület. Fennmaradtak 13. századi, szenteket ábrázoló freskói, melyeket nemrég restauráltak. Közelében négyszáz évesnek tartott tölgyerdő áll. A templom mellett régészeti lelőhelyet tartanak nyilván, amely azonban sajnos még nincsen feltárva. Néhány száz méterre északra található a Sveti Mihovil régészeti lelőhely, de nincsen megbízható forrás arra vonatkozóan, hogy az itteni maradványok egy templomoz tartoztak volna. A közelben a Sveti Petar (San Piero) nevű helyen egykor egy azonos titulusú templom állt, melyet szintén nem tártak még fel.[14]
- Valamennyivel nyugatabbra a mára teljesen elpusztult Gusan nevű falu területén áll a Gyógyító Istenanya (Crkva Gospe od Zdravlja) tiszteletére szentelt 1854-ben egy 13. századi templom alapjaira épített templom. Márvány oltárán a gyermekét tartó Madonna szobra látható. Kitűnő kilátás nyílik innen a Brioni-szigetekre, a Vodnjanština nyugati részére és az olajfa ültetvényekre, ezért környéke kedvelt pihenőhely. Egy „Sacre mission 1938” feliratú missziós kereszt is áll itt, melyhez ősi szokás szerint ún. népi zarándoklatokat szerveznek.
- Közvetlenül az egykori vasútvonal és a vasútállomás mellett áll a Szent Lúcia templom, melynek helyén 6. századi háromhajós bazilikát feltételez a helyi hagyomány. A templom külső falait nemrég restaurálták és ennek során falába kora román töredékeket találtak beépítve. Közelében római villagazdaság maradványait tárták fel.[14]
- Északabbra gázvezeték építése közben egy kőhalom alatt a munkagépek az ún. Hétkoronás Szent Péter (Sveti Petar “od sedam kruna”) templom maradványaira bukkantak. Nevét onnan kapta, hogy belső falainak felső szélén hét fülkeszerű bemélyedés volt látható, melyek talán a hét szentséget szimbolizálták. A 7. vagy a 8. században épített templomot régészetileg feltárták és falait konzerválták. Közelében római kori hamvasztásos sírokat találtak.[14]
- A község Svetvinčenat felé eső határán az út bal oldalán található Sveti Kvirin település, mellyel szemben az út jobb oldalán áll Szent Kvirin tiszteletére szentelt temploma. Az egykori háromhajós bazilikából egy pestisjárványt követően csak a középső hajó maradt fenn. Így a mai templom a réginek a közepét foglalja el, oldalfalai az egykori templom árkádjainak elfalazásával keletkeztek. Az épület stílusjegyei és kőből faragott berendezési tárgyai arra utalnak, hogy a 8. és a 9. század fordulóján építették, de a megtalált kora keresztény személyeket ábrázoló szobortöredékek nem zárják ki, hogy már korábban is állt itt egy egyhajós templom. A templomtól északnyugatra fekvő területet „krvna valának” nevezik. A hagyomány szerint ugyanis amikor a törökök az Isztriára törtek ide menekültek a nők és a gyermekek. Amikor a török pasa a templomba akart belovagolni a ló felágaskodott és a pasa feje széttört a felső ajtógerendán. Erre a törökök között pánik tört ki és elmenekültek a helyszínről.[14]
- A mai Guran falu közelében háromhajós, három apszisos bazilika maradványai látszanak.[18] A hajókat erős falazott pilaszterek választották el egymástól. A templomban számos díszesen faragott kőtöredék, az egykori berendezés (szószék, ablakkeretek) darabjai találhatók. Ezek stílusából arra következtetnek, hogy a templom melyet Szent Jakab apostol tiszteletére szenteltek a 8. század végén épült. A templom alaprajza, az apszisok alakja a Szent Foska templomhoz hasonlatos, így nem kizárt hogy az alapján tervezték. A régészeti feltárások 2004-ben fejeződtek be, melyek után az alapfalakat konzerválták. Mivel a városban szokatlan módon ezen kívül még két Szent Jakab tiszteletére szentelt templom is található és egy plébánián belül nem szoktak egynél több templomot ugyanannak a szentnek szentelni Vodnjan története még további kutatásokat igényel.[14]
- Guranon a Sia nevű telep közelében a Marčanára menő út elején találjuk a 6. századi Szent Simon bazilika maradványait. A maradványok feltárása a következő években esedékes. A bazilika mellett egy régi temetőt is találtak. A templom kora román stílusú, egyhajós épület volt három belső apszissal. Arányaiban a peroji Szent István templomhoz hasonló.[19]
- Gurantól északnyugatra találhatók a Szent Cecília templom maradványai. Az épületnyomokból arra következtetnek, hogy ez már a negyedik templom volt azon a helyen. A korabeli források szerint 1745-ben még használatban volt, mivel egy hreljići szolga gyermekét itt keresztelték meg. Feltárása 2009-ben történt. Ez alapján egyhajós épület volt két belső apszissal, alapfalait konzerválták.[14]
- Gurantól keletre volt egy feledésbe merült Szent Szeverin templom, melynek alapfalába gázvezeték építése során ütköztek. A templomot valószínűleg a 9. században építették. Emlékét megőrizte a San Severin mező neve.[14] Alapfalai mintegy fél méter magasságban feltárva láthatók.[20]
- A város nyugati kijáratánál a Balére menő út mellett található az Assisi Szent Ferenc tiszteletére szentelt templom.[21] A 13. században épült, a II. világháború során tetőzete és homlokzatának egy része beomlott. Helyi vandálok szétverték az oltárt.[14] A templomot újraboltozták, 14. századi freskóiból, melyek korábban még jól látszottak mára sajnos csak nyomok maradtak.
- A Galižana felé menő útelágazásnál áll a Sveta Nedjelja templom, melyet Sveta Dominikának, illetve Szentháromságnak (Presvetog Trojstva) is neveznek. A templom a 15. században épült gótikus stílusban. Ebben a templomoban temették el püspöki engedéllyel a vodnjani gyógyszertárost Domienico Cozzetot és ebből az alkalomból megújították és barokk stílusban építették át. Emiatt maradthatott fenn mostanáig.[14] A templom belül több más vodnjani templomhoz hasonlóan lepusztult állapotban van. Belső falain nagyon régi glagolita feliratok és sírkövek láthatók.
- A Fažana felé menő út elágázásánál áll a Remete Szent Antal templom[22] valószínűleg a 13. században készített freskók maradványaival. Egyhajós épület külső apszissal, előtte keresztelőmedence áll. A templomot a vodnjaniak jótevője Angelo Ceccon építtette újjá romjaiból, amikor mellé idősek otthonát építtetett.[14] Ennek köszönheti, hogy a mai napig fennmaradt.